# شکارچیان در برف
شکارچیان در برف (هلندی: Jagers in de Sneeuw) یا بازگشت شکارچیان نقاشی رنگ روغن روی چوب از پیتر بروگل است که سال ۱۵۶۵ کشیده شد و در موزه تاریخ هنر وین نگهداری می‌شود. این نقاشی که از نمونه‌های هنر رنسانس شمالی به‌شمار می‌رود، متعلق به سری نقاشی شش‌گانه‌ای‌ست که هرکدامشان موقعی از سال را نشان می‌داده و اکنون پنج‌تای آن‌ها باقی مانده است.